# Liste des sites Ramsar en Jordanie
Cet article recense les zones humides de Jordanie concernées par la convention de Ramsar.

## Statistiques
La convention de Ramsar est entrée en vigueur en Jordanie le 10 mai 1977.
En janvier 2020, le pays compte 2 sites Ramsar, couvrant une superficie de 134,72 km2.

## Liste
| Site                      | Gouvernorat | Notes | Date            | Superficie (km²) | Altitude (m) | Identifiant Ramsar | Identifiant WDPA | Coordonnées                       | Photo |
| ------------------------- | ----------- | ----- | --------------- | ---------------- | ------------ | ------------------ | ---------------- | --------------------------------- | ----- |
| Oasis d'Azraq             | Zarqa       |       | 10 janvier 1977 | 73,72            | 500          | 135                | 17709            | 31° 49′ 01″ nord, 36° 48′ 00″ est |       |
| Réserve naturelle de Fifa | Karak       |       | 4 décembre 2016 | 61,00            | -426 - -420  | 2294               | 555624692        | 30° 57′ 40″ nord, 35° 26′ 17″ est |       |